# ذی‌حساب
ذی‌حساب مأموری است که به موجب حکم وزارت امور اقتصادی و دارائی از بین مستخدمین رسمی واجد صلاحیت به منظور اعمال نظارت و تأمین هماهنگی لازم در اجرای مقررات مالی و محاسباتی در وزارتخانه‌ها و موسسات و شرکت‌های دولتی و دستگاه‌های اجرایی محلی و موسسات و نهادهای عمومی غیردولتی به این سمت منصوب می‌شود.

## شرح وظایف
- دریافت و پرداخت وجوه به خزانه
- نگهداری اموال دولت و خرید و فروش

## توصیف وظایف اصلی در ماده ۳۱ قانون محاسبات عمومی
1. نظارت بر امور مالی و محاسباتی و نگاهداری و تنظیم حسابها بر طبق قانون و ضوابط و مقررات مربوط و صحت و سلامت آنها
2. نظارت بر حفظ اسناد و دفاتر مالی
3. نگاهداری و تحویل و تحول وجوه و نقدینه‌ها و سپرده‌ها و اوراق بهادار. ۴-نگاهداری حساب اموال دولتی و نظارت بر اموال مذکور[۲]

### سایر مقررات
1. نظارت بر امور مالی و محاسباتی و نگهداری و تنظیم حسابها بر طبق قانون و ضوابط و مقررات مربوط و صحت و سلامت آنها
2. نظارت بر حفظ اسناد مالی
3. نگهداری و تحویل و تحول وجوه و نقدینه‌ها و سپرده‌ها و اوراق بهادار
4. نگهداری حساب اموال دولتی ونظارت بر اموال مذکور
5. اعمال نظارت و تأمین هماهنگی لازم در اجرای مقررات مالی و محاسباتی در حوزه مسئولیت
6. درخواست تنخواه گردان حسابداری از خزانه یا نمایندگی خزانه در استان به منظور ایجاد تسهیلات در پرداخت بعضی از هزینه‌های سال جاری و تعهدات قابل پرداخت سنوات قبل (آیین‌نامه اجرایی ماده۵۴)
7. واگذاری تنخواه گردان پرداخت از محل تنخواه گردان حسابداری با تأیید بالاترین مقام دستگاه اجرایی حوزه مأموریت یا مقام مجاز از طرف آن‌ها و مأمورینی که به موجب قانون مربوط مجاز به تنخواه گردان هستند برای انجام برخی از هزینه‌ها و مراقبت در واریز به موقع آن‌ها (مواد۲۷ و۵۴)
8. تأمین اعتبار کلیه دستور خرجهای صادره توسط مقامات مجاز پس از تطبیق مواد هزینه با قوانین و مقررات مربوط (مواد۱۸ و۵۰ و۵۲ و ۵۳)
9. در خواست وجه از خزانه یا نمایندگی خزانه در استان حسب مورد برای انجام هزینه‌ها (ماده۲۲)
10. پرداخت هزینه‌ها در حدود اعتبارات مصوب و اعتبارات تخصیص یافته پس از طی مراحل تشخیص؛ تأمین اعتبار؛ تسجیل؛ حواله با اعمال نظارت مالی (مواد۱۸ و۲۳ و۵۲ و ۵۳ و ۵۴)
11. پرداخت علی‌الحساب و پیش پرداخت پس از تطبیق و مقررات بر اساس دستور العملهای مربوط و مراقبت در واریز به موقع آن‌ها (مواد ۲۸ و ۲۹ و ۵۳ و ۵۹ و ۶۰ و ۶۱)
12. تأمین اعتبار و پرداخت وجوه لازم برای گشایش اعتبار اسنادی مربوط به خدمات و کالاهای وارداتی و پیگیری و نظارت در واریز اسناد هزینه آن‌ها با رعایت مقررات مربوط (ماده ۶۲)
13. مراقبت در حقوق بازنشستگان و موظفین
14. مراقبت بر انجام شدن پرداختها از طریق حسابهای بانکی مجاز یا طریق دیگری که موجب قوانین و مقررات مربوط شناخته شده‌است.
15. انجام اقدام‌های لازم در مورد دریافت و تمرکز وجوه سپرده و فراهم آوردن موجبات رد به موقع آن‌ها به ذی‌نفع با رعایت مقررات مربوط ضمن نگهداری حساب وجوه مذکور (مواد ۳۱ و ۴۱)
16. نظارت بر وصول و ایصال در آمدها و مطالبات دستگاه‌های اجرایی مربوط و مالیاتهای تکلیفی و سایر کسور قانونی.
17. نگهداری و تهیه و تنظیم حسابهای و صورتهای مالی و سایر گزارش‌های مالی با همکاری دستگاه اجرایی ذی‌ربط و امضاء و ارسال صورت حساب‌ها به انضمام اسناد و مدارک مربوط در مؤعد مقرر به مراجع ذی‌ربط.
18. درخواست افتتاح حساب بانکی مورد نیاز دستگاه اجرایی برای هر یک از وجوه مستقل از خزانه یا نمایندگی خزانه در استان حسب مورد (ماده ۷۶)
19. تأیید عامل ذی‌حساب و امین اموال و اعلام موافقت برای احکام انتصاب آنان توسط دستگاه اجرایی (مواد ۳۴ و ۳۶)
20. تفویض اختیار به معاون ذی‌حساب و عامل ذی‌حساب وسایر کارکنان تحت سرپرستی در موارد و حدودی که با رعایت قانون از طرف وزارت امور اقتصادی و دارایی معین خواهد شد.
21. نظارت بر حسن اجرای امور محوله به عامل ذی‌حساب و امین اموال با توجه به آیین‌نامه‌های مربوط
22. اقدام در مورد واریز مانده وجوه اعتبارات مصرف نشده جاری حداکثر تا دهم اردیبهشت ماه سال بعد و وجوه مصرف نشده طرحهای عمرانی (تملک داراییهای سرمایه ای) تا دهم مرداد سال بعد (اصلاحیه مواد ۶۳ و ۶۴ مصوب ۱۵/۱۲/۱۳۷۹)
23. شرکت در جلسات هیئت ترک مناقصه و مزایده و سایر جلسات مالی در جهت تصمیم‌گیری (مواد۳۱ و ۸۳ ۸۴ و ۸۵)
24. تهیه و ارسال گزارش‌ها لازم به وزارت امور اقتصادی و دارایی؛ دیوان محاسبات کشور در مواردی که انجام برخی هزینه‌ها به تشخیص ذی‌حساب طبق قانون و مقررات صورت گرفته‌است (ماد۹۱)
25. اعلام موارد نقصان و تفریط حاصل در ابوابجمعی عاملین ذی‌حساب و سایر مأمورینی که به موجب مقررات مجاز به اخذ و نگهداری و جوه نقد یا اوراق در حکم وجه نقد یا اموال می‌باشد.
26. اعمال مدیریت به کلیه امور مربوط به ذیحسابی
27. همکاری و پیگیری در زمینه اجرای بر نامه‌های آموزشی به منظور افزایش اطلاعات و تخصصی کارکنان امور مالی.
28. انجام تحویل و تحول سوابق ذیحسابی با تنظیم و امضاء صورت مجلس و ارسال به وزارت امور اقتصاد و دارایی (ماده۹۷)
29. انجام کلیه وظایف محوله از طرف وزارت امور اقتصادی و دارایی (مواد۹۰ و ۹۴)
30. تنظیم و نگهداری دفاتر جهت کنترل اعتبارات مصوب؛ تخصیص اعتبار؛ تأمین اعتبار؛ تعهدات و دیون سنوات گذشته
31. هماهنگی با واحد بودجه برای تنظیم موافقتنامه به منظور مبادله آن با سازمان مدیریت و برنامه‌ریزی استان یا کشور حسب مورد
32. همکاری با واحد بودجه برای پیش‌بینی بودجه سال آتی با توجه به تجربه‌ای که ذیحسابی از عملکرد بودجه سال جاری و سال گذشته دارد
33. تهیه و تنظیم گزارش‌ها لازم در زمینه وضعیت اعتبار؛ تخصیص اعتبار؛ ایجاد تعهدات بر ذمه دستگاه اجرایی؛ هزینه‌های قطعی؛ سایر فعالیت‌های مالی به تفکیک هر برنامه به‌طور ماهانه به ارائه آن به مسئولین و مراجع ذی‌صلاح
34. ارائه پیشنهادها و راه حلهای مناسب در جهت اجرای بودجه ضمناً به استناد تبصره یک ماده (۳۱) قانون محاسبات عمومی «ذیحساب زیر نظر رئیس دستگاه اجرایی وظایف خود را انجام می‌دهد». منتها فقط مجاز به اجرای مواردی که است منطبق با قانون محاسبات عمومی کشور و سایر قوانین مالی و محاسباتی باشد